# Lehmannia horezia
Lehmannia horezia is een slakkensoort uit de familie van de Limacidae. De wetenschappelijke naam van de soort is voor het eerst geldig gepubliceerd in 1962 door Grossu & Lupu.